# Sun Zhou
Sun Zhou (Chinees: 孙周) (Jinan, 1 augustus 1954) is een Chinees filmregisseur, -producer, acteur en scenarioschrijver.
Hij begon zijn carrière bij de televisie en als cameraman voordat hij aan zijn studie aan de Beijing Film Academy kon beginnen in 1984. Hij voltooide deze studie in de regieklas in 1987.
Met de film Zhou Yu's Train won hij in 2003 de Jury Award op het Beijing Student Film Festival. Met Breaking the Silence won hij de Netpac Award op het Hawaii International Film Festival in 2000.

## Filmografie
| Film                                    | Jaar | Genre     | Rol                                 |
| --------------------------------------- | ---- | --------- | ----------------------------------- |
| Put Some More Sugar In The Coffee       | 1987 | komedie   | ?                                   |
| Blood At Dusk                           | 1990 | thriller  | ?                                   |
| The True-Hearted (Xin xiang)            | 1992 | filmdrama | regisseur/schrijver                 |
| Breaking the Silence (Piao liang ma ma) | 2000 | filmdrama | regisseur/producer                  |
| Zhou Yu's Train (Zhou Yu de huoche)     | 2004 | filmdrama | regisseur/producer/acteur/schrijver |

- Bibliothèque nationale de France: cb142415444 (data)
- International Standard Name Identifier: 0000 0004 6083 8438
- Virtual International Authority File: 6547150033002711180001